# Kossi (Mansila)
Pour les articles homonymes, voir Kossi.
Kossi est une commune située dans le département de Mansila, dans la province du Yagha, région du Sahel, au Burkina Faso.